# Вурманкаси (Вурман-Сюктерське сільське поселення)
Вурманка́си (рос. Вурманкасы, чув. Вăрманкас) — присілок у складі Чебоксарського району Чувашії, Росія. Входить до складу Вурман-Сюктерського сільського поселення.
Населення — 487 осіб (2010; 544 у 2002).
Національний склад:
- чуваші — 93 %